# Jeanne Tripplehorn
Jeanne Tripplehorn (Tulsa, 10 de junho de 1963) é uma atriz norte-americana.

## Biografia
Jeanne é filha de Tommy Tripplehorn, que foi guitarrista da banda Gary Lewis & the Playboys. Depois de concluir o segundo grau, tornou-se DJ na rádio KMOD, de sua cidade, com o nome de Jeanie Summers. Estudou teatro na Juilliard School e logo se tornou apresentadora.
Perdeu o papel principal em Quatro Casamentos e um Funeral (para Andie MacDowell) porque, às vésperas de embarcar para Londres para iniciar as filmagens, sua mãe sofreu um trágico acidente e morreu.
Jeanne namorou Ben Stiller, e atualmente está casada com Leland Orser, com quem tem um filho, nascido em 2002.
A avó de Jeanne, Jean Neely, apareceu em Reality Bites.

## Filmografia

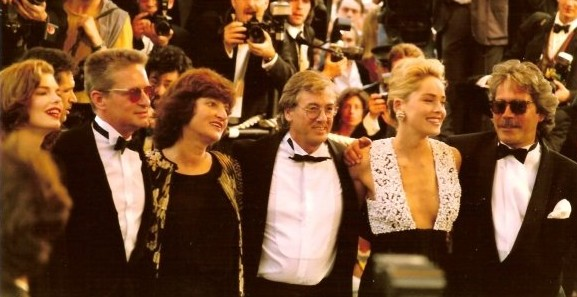
Tripplehorn (primeira à esquerda) com o elenco do filme Instinto Selvagem no Festival de Cannes em 1992

- Grey Gardens (2009) Jacqueline Kennedy
- Winged Creatures (2008)
- Amor Imenso (2006) (série)
- The Moguls — Thelma
- Word of Honor (2003) (TV) — Maj. Karen Harper
- Destino Insólito (2002) — Marina
- My Brother's Keeper (2002) (TV) — Lucinda Pond
- Dial 9 for Love (2001) — Nina
- Fofocas de Hollywood (2000) — Miranda Frayle/Freda Birch
- A Casa do Mal (2000) — Rachel
- Timecode (2000) — Lauren Hathaway
- Steal This Movie (2000) — Johanna Lawrenson
- Mickey Olhos Azuis (1999) — Gina Vitale
- Uma Loucura de Casamento (1998) — Lois Berkow
- De Caso com o Acaso (1998) — Lydia
- Snitch (1998) — Annie
- Mente Paranóica (1997) — Norah Reed
- Perdidos no rio Mississippi (1997) — Gwen Moss
- Old Man (1997) (TV) — Addie
- Waterworld - o Segredo das Águas (1995) — Helen
- Caindo na Real (1994) (uncredited) — Cheryl Goode
- A Firma (1993) — Abby McDeere
- A Noite em que Nunca nos Encontramos (1993) — Pastel
- Instinto Selvagem (1992) — Dr. Beth Garner
- Tributo à Liberdade (1991) (TV) — July